# Tamara Dobson
Tamara Janice Dobson (Baltimore, 14 de maio de 1947 — Estados Unidos, 25 de fevereiro de 2006), mais conhecido por seu personagem Cleopatra "Cleo" Jones, foi uma atriz e modelo norte-americana.